# 조각가

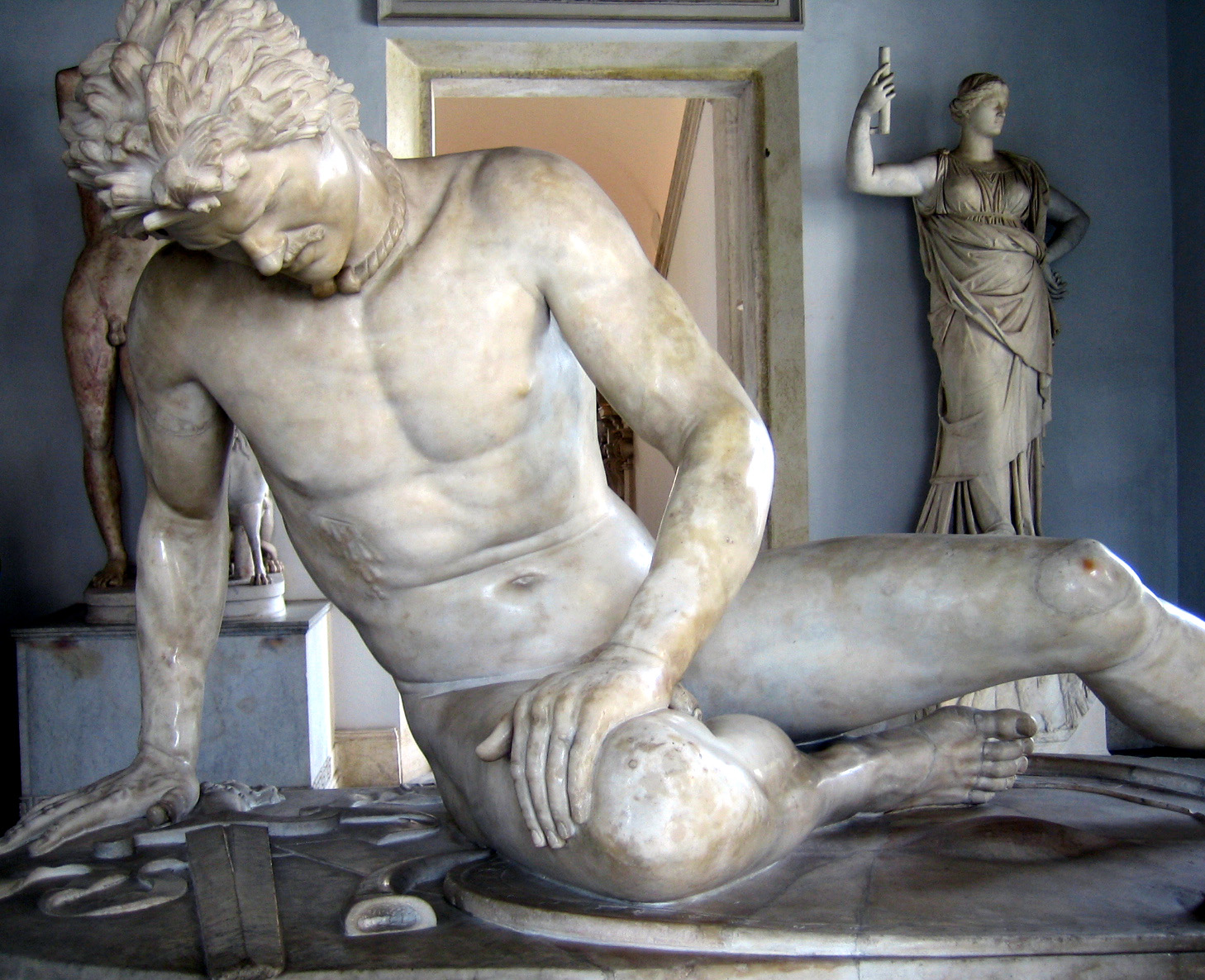
죽어가는 갈리아, 혹은 카피톨린 갈리아, 로마 카피톨린 박물관, 기원전 3세기 후반의 헬레니즘 작품의 로마 대리석 사본

조각가(彫刻家)는 미술가 중에서도 입체 작품, 조형물로 조각을 만드는 사람을 일컫는다.
조형 수단으로 돌과 나무, 금속 등의 소재를 음각 가공하여 입체물화하고, 무늬를 새기는 등 예술 작품으로 변모시킨다. 현대에서는 독자적인 형태를 가진 오브제 등을 일정한 공간 내에 배치하고 공간적인 아름다움을 나타내는 작품이 주류를 이루고 있다. 일반적으로 목재, 석재, 금속을 이용하지만, 플라스틱 소재, 수지, 섬유, 종이 등을 사용한 작품도 많다.